# 水碓 (新北市)
水碓，是台灣新北市五股區的一個地名，位於該區西南部，範圍大致包括福德里、德音里西南部、水碓里西北端除外部分、貿商里、德泰里。

## 歷史
台灣清治末期至日治前期，水碓地區為一街庄，稱為「水碓庄」，隸屬於八里坌堡。該庄北與石土地公庄、五股坑庄為鄰，東與更寮庄、新塭庄為鄰，南邊為楓樹腳庄、山腳庄、大窠坑庄，西端深入菁埔庄而與其為界。
1920年（日治大正九年），該庄改制為「水碓」大字，隸屬於臺北州新莊郡五股庄，大字下有「水碓」、「水碓窠」、「塭底」小字名。戰後五股庄改制為五股鄉，隸屬於臺北縣，大字亦改制為村。2010年12月臺北縣改制為新北市，五股鄉改制為五股區，村改制為里。由於人口增加，該地區已細分為多個里。

## 交通
國道1號橫向經過水碓地區東南部，並在境內設有五股交流道，可由此前往南北各地。縣道107號（成泰路一段）大致以南北向經過本地區東部，往北可前往成子寮，往南可前往泰山、樹林。縣道107甲（新五路二段）為其支線，為五股交流道所在道路，往北亦可前往成子寮，往南可前往新莊。

## 學校
- 德音國小